# Kisremete (Szerbia)
Kisremete (Мала Ремета) település Szerbiában, a Vajdaságban, a Szerémségi körzetben, Ürög községben.

## Demográfiai változások
| 1948 | 1953 | 1961 | 1971 | 1981 | 1991 | 2002 |
| ---- | ---- | ---- | ---- | ---- | ---- | ---- |
| 212  | 215  | 253  | 222  | 192  | 157  | 151  |